# Luca Vigiani
Luca Vigiani (Firenze, 25 agosto 1976) è un allenatore di calcio ed ex calciatore italiano, di ruolo centrocampista.

## Biografia
Dal maggio del 2007 è cittadino onorario della città di Reggio Calabria.

## Caratteristiche tecniche
Centrocampista centrale, nel corso della carriera è stato anche utilizzato come esterno destro, soprattutto da Walter Mazzarri. In condizioni di emergenza è stato anche schierato come attaccante.

## Carriera

### Giocatore
Inizia nelle giovanili della Fiorentina, debuttando in Serie A nel il 4 giugno 1995 nella sconfitta interna contro il Milan. Dal 1996 veste (in prestito) le maglie di Fiorenzuola e Saronno e Lodigiani, che lo riscatta nel 2000. Nel 2001 debutta in Serie B con la maglia della Pistoiese: la prima stagione, condizionata da un grave infortunio, si conclude con 5 presenze e la retrocessione in Serie C1. L'anno successivo, agli ordini di Walter Mazzarri, si impone come titolare e a fine stagione segue il tecnico al Livorno, con cui conquista la promozione in Serie A nel campionato 2003-2004.
Resta al Livorno fino al 2005, quando si trasferisce in prestito alla Reggina, dove ritrova il tecnico Mazzarri. Tornato in Toscana dopo un anno, gioca la prima parte della stagione nel Livorno, per poi essere ceduto nuovamente alla Reggina a gennaio 2007, contribuendo alla salvezza dei calabresi, penalizzati di 11 punti in classifica. Il suo record di goal in una stagione è di 5 totalizzato nella stagione 2007-2008, di cui 3 segnati in una sola partita nella vittoria in casa per 3-1 della Reggina sul Catania il 23 dicembre 2007. Rimane a Reggio Calabria fino al 2009, quando, a causa di problemi fisici e incomprensioni con la dirigenza, si svincola dalla società calabrese. Il 22 luglio 2009 firma un biennale con il Bologna, ma già nel gennaio del 2010 torna per la terza volta alla Reggina, impegnata nella lotta per la salvezza nel campionato di Serie B.
Raggiunge le 100 presenze con la maglia della Reggina il 23 gennaio 2010 in Padova-Reggina 0-1 (sua prima gara dal ritorno in amaranto). Il 20 agosto 2010, in seguito alla decisione societaria di ringiovanire la squadra e diminuire gli ingaggi, si trasferisce in Toscana alla Carrarese con la formula del prestito annuale. Con gli apuani di Francesco Monaco ottiene la promozione in Prima Divisione. Al termine del campionato, rientrato a Reggio Calabria, decide di interrompere l'attività agonistica per intraprendere quella di allenatore.

### Allenatore

#### Gli inizi
Dal 30 giugno 2012 entra a far parte dello staff tecnico del Napoli del suo ex allenatore Walter Mazzarri. Nelle stagioni successive, sempre come collaboratore tecnico, segue Mazzarri prima all'Inter e dopo al Watford.

#### Bologna
Nel 2019 approda al Bologna, sua ex squadra da calciatore, dove fino al 2021 allena l’Under-17, prima di essere promosso ad allenatore della formazione Primavera del club felsineo. Nel settembre 2022, a seguito dell'esonero di Siniša Mihajlović, viene nominato allenatore ad interim della prima squadra per la partita contro la Fiorentina dell'11 settembre, ottenendo una vittoria in rimonta per 2-1; torna alla guida della Primavera quando sulla panchina della prima squadra viene ingaggiato Thiago Motta.

## Statistiche

### Presenze e reti nei club
| Stagione          | Squadra           | Campionato        | Campionato | Campionato | Coppe nazionali | Coppe nazionali | Coppe nazionali | Coppe continentali | Coppe continentali | Coppe continentali | Altre coppe | Altre coppe | Altre coppe | Totale | Totale |
| Stagione          | Squadra           | Comp              | Pres       | Reti       | Comp            | Pres            | Reti            | Comp               | Pres               | Reti               | Comp        | Pres        | Reti        | Pres   | Reti   |
| ----------------- | ----------------- | ----------------- | ---------- | ---------- | --------------- | --------------- | --------------- | ------------------ | ------------------ | ------------------ | ----------- | ----------- | ----------- | ------ | ------ |
| 1994-1995         | Fiorentina        | A                 | 1          | 0          | CI              | 0               | 0               | -                  | -                  | -                  | -           | -           | -           | 1      | 0      |
| 1995-1996         | Fiorentina        | A                 | 0          | 0          | CI              | 0               | 0               | -                  | -                  | -                  | -           | -           | -           | 0      | 0      |
| Totale Fiorentina | Totale Fiorentina | Totale Fiorentina | 1          | 0          |                 | 0               | 0               |                    | 0                  | 0                  |             | -           | -           | 1      | 0      |
| 1996-1997         | Fiorenzuola       | C1                | 1          | 0          | CI-C            | ?               | ?               | -                  | -                  | -                  | -           | -           | -           | 1      | 0      |
| 1997-1998         | Saronno           | C1                | 22         | 1          | CI-C            | ?               | ?               | -                  | -                  | -                  | -           | -           | -           | 22     | 1      |
| 1998-1999         | Lodigiani         | C1                | 30         | 1          | CI-C            | ?               | ?               | -                  | -                  | -                  | -           | -           | -           | 30     | 1      |
| 1999-2000         | Lodigiani         | C1                | 19         | 1          | CI-C            | ?               | ?               | -                  | -                  | -                  | -           | -           | -           | 19     | 1      |
| 2000-2001         | Lodigiani         | C1                | 22+1       | 0+0        | CI-C            | ?               | ?               | -                  | -                  | -                  | -           | -           | -           | 23     | 0      |
| Totale Lodigiani  | Totale Lodigiani  | Totale Lodigiani  | 72         | 2          |                 | 0               | 0               |                    | 0                  | 0                  |             | -           | -           | 72     | 2      |
| 2001-2002         | Pistoiese         | B                 | 5          | 1          | CI              | 0               | 0               | -                  | -                  | -                  | -           | -           | -           | 5      | 1      |
| 2002-2003         | Pistoiese         | C1                | 32         | 3          | CI+CI-C         | 1+?             | 1+?             | -                  | -                  | -                  | -           | -           | -           | 33     | 4      |
| Totale Pistoiese  | Totale Pistoiese  | Totale Pistoiese  | 37         | 4          |                 | 1               | 1               |                    | 0                  | 0                  |             | -           | -           | 38     | 5      |
| 2003-2004         | Livorno           | B                 | 42         | 2          | CI              | 1               | 0               | -                  | -                  | -                  | -           | -           | -           | 43     | 2      |
| 2004-2005         | Livorno           | A                 | 33         | 3          | CI              | 4               | 2               | -                  | -                  | -                  | -           | -           | -           | 37     | 5      |
| 2005-2006         | Reggina           | A                 | 36         | 0          | CI              | 0               | 0               | -                  | -                  | -                  | -           | -           | -           | 36     | 0      |
| 2006-gen. 2007    | Livorno           | A                 | 15         | 1          | CI              | 1               | 0               | CU                 | 2                  | 0                  | -           | -           | -           | 18     | 1      |
| Totale Livorno    | Totale Livorno    | Totale Livorno    | 90         | 6          |                 | 6               | 2               |                    | 2                  | 0                  |             | -           | -           | 98     | 8      |
| gen.-giu. 2007    | Reggina           | A                 | 15         | 3          | CI              | 0               | 0               | -                  | -                  | -                  | -           | -           | -           | 15     | 3      |
| 2007-2008         | Reggina           | A                 | 29         | 5          | CI              | 1               | 0               | -                  | -                  | -                  | -           | -           | -           | 30     | 5      |
| 2008-2009         | Reggina           | A                 | 19         | 0          | CI              | 1               | 0               | -                  | -                  | -                  | -           | -           | -           | 20     | 0      |
| 2009-gen. 2010    | Bologna           | A                 | 11         | 0          | CI              | 1               | 0               | -                  | -                  | -                  | -           | -           | -           | 12     | 0      |
| gen.-giu. 2010    | Reggina           | B                 | 19         | 1          | CI              | 0               | 0               | -                  | -                  | -                  | -           | -           | -           | 19     | 1      |
| Totale Reggina    | Totale Reggina    | Totale Reggina    | 118        | 9          |                 | 2               | 0               |                    | -                  | -                  |             | -           | -           | 120    | 9      |
| 2010-2011         | Carrarese         | 2D                | 25+3       | 1          | CI-LP           | 0               | 0               | -                  | -                  | -                  | -           | -           | -           | 28     | 1      |
| Totale carriera   | Totale carriera   | Totale carriera   | 380        | 23         |                 | 10              | 3               |                    | 2                  | 0                  |             | 0           | 0           | 392    | 26     |

### Statistiche da allenatore
Statistiche aggiornate al 12 settembre 2022.
| Stagione        | Squadra         | Campionato      | Campionato | Campionato | Campionato | Campionato | Coppe nazionali | Coppe nazionali | Coppe nazionali | Coppe nazionali | Coppe nazionali | Coppe continentali | Coppe continentali | Coppe continentali | Coppe continentali | Coppe continentali | Altre coppe | Altre coppe | Altre coppe | Altre coppe | Altre coppe | Totale | Totale | Totale | Totale | % Vittorie | Piazzamento |
| Stagione        | Squadra         | Comp            | G          | V          | N          | P          | Comp            | G               | V               | N               | P               | Comp               | G                  | V                  | N                  | P                  | Comp        | G           | V           | N           | P           | G      | V      | N      | P      | %          | Piazzamento |
| --------------- | --------------- | --------------- | ---------- | ---------- | ---------- | ---------- | --------------- | --------------- | --------------- | --------------- | --------------- | ------------------ | ------------------ | ------------------ | ------------------ | ------------------ | ----------- | ----------- | ----------- | ----------- | ----------- | ------ | ------ | ------ | ------ | ---------- | ----------- |
| set. 2022       | Bologna         | A               | 1          | 1          | 0          | 0          | CI              | -               | -               | -               | -               | -                  | -                  | -                  | -                  | -                  | -           | -           | -           | -           | -           | 1      | 1      | 0      | 0      | 100,00&    | ad interim  |
| Totale carriera | Totale carriera | Totale carriera | 1          | 1          | 0          | 0          |                 | 0               | 0               | 0               | 0               |                    | -                  | -                  | -                  | -                  |             | -           | -           | -           | -           | 1      | 1      | 0      | 0      | 100,00     |             |

## Palmarès

### Club

#### Competizioni giovanili
- Coppa Italia Primavera: 1

Fiorentina: 1995-1996